# Amelia Bloomer
Pour les articles homonymes, voir Bloomer.
Amelia Bloomer, née le 27 mai 1818 à Homer (État de New York) et morte le 30 décembre 1894 à Council Bluffs (Iowa), est une militante américaine du droit des femmes et du mouvement pour la tempérance.

## Biographie

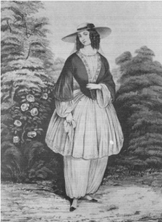
Le costume porté par Amelia Bloomer.

Employée des postes, elle édita la revue The Lily, consacrée principalement à la tempérance mais qui ouvrit largement ses colonnes aux militantes du droit des femmes comme Elizabeth Cady Stanton,.
Amélia Bloomer devint célèbre en raison de son combat pour la réforme vestimentaire, en défendant un « ensemble composé d’une jupe courte portée sur un pantalon à la turque », qui devait permettre une aisance de mouvement que n’offraient pas les longues robes de l’époque. Ces culottes bouffantes, qui prirent le nom de « bloomers », furent largement décriées et raillées par la société de son temps qui dénonçait leur inconvenance mais trouvèrent leur usage à partir des années 1890-1900, notamment dans la pratique de la bicyclette,.

## Hommage
- 1995 : cérémonie d'admission au National Women's Hall of Fame.